# Кортик (фільм, 1973)
«Кортик» (рос. «Кортик») — білоруський радянський трисерійний телевізійний фільм. Перший фільм трилогії «Кортик» — «Бронзовий птах (фільм)» — «Останнє літо дитинства». Знятий в 1973 році за повістю Анатолія Рибакова «Кортик».

## Сюжет
У невеликому провінційному містечку Ревську в роки Громадянської війни у дідуся з бабусею живе хлопчик з Москви Мишко. Якось він побачив, як їхній постоялець — комісар Полєвой — ховає кортик. На місто нападає банда Никитського й захоплює в полон Полєвого. Никитський вимагає віддати кортик. Мишко допомагає комісарові бігти. Полєвой розповідає йому про таємницю кортика…

## У ролях
- Сергій Шевкуненко — Міша Поляков
- Володимир Дичковський — Генка Петров
- Зоя Федорова — бабуся Міши
- Михайло Голубович — Полєвой
- Еммануїл Віторган — Никитський
- Віктор Сергачов — дядя Сеня
- Леонід Кміт — дідусь Міши
- Наталія Чемодурова — мама Міши
- Андрій Войновський — Борька-Жила
- Вітаутас Томкус — бандит

## Знімальна група
- Автор сценарію: Анатолій Рибаков
- Режисер: Микола Калінін
- Оператор: Ігор Ремишевський
- Художник: Юрій Альбицький
- Музика: Станіслав Пожлаков
- Тексти пісень: Булат Окуджава
- Звукорежиссер: Семен Шухман